# Otto Herschel
Otto Hans Herschel (* 30. Dezember 1871 in Teplitz-Schönau; †  14. Dezember 1958 in Richmond, Virginia) war ein österreichischer Maler jüdischer Abstammung. 

## Leben und Wirken
Otto Herschel studierte an der Wiener Kunstgewerbeschule bei Franz Matsch, danach seit 1896 an der Akademie der Bildenden Künste München bei Carl von Marr.
Dann war er hauptsächlich in Wien tätig; 1900 bis 1926 machte er zahlreiche Studienreisen nach Holland, wo er viele Städtebilder malte. Er heiratete die in Amsterdam geborene Klara Wiener (1885–1967). 1908 wurde er Mitglied des Wiener Künstlerhauses. Nach dem Anschluss Österreichs kam er mit seiner Familie in die Niederlande, emigrierte dann mit seiner Ehefrau am 10. April 1940, einen Monat vor dem Einmarsch deutscher Truppen, in die USA, wobei er 750 seiner Werke mit sich führte. Die Geschwister seiner Ehefrau nahmen sich in den Niederlanden das Leben.
Er ließ sich 1942 in Saint Petersburg (Florida) nieder. Im selben Jahr zeigte er dort seine Werke auf einer Ausstellung. 1946 wurde er amerikanischer Staatsbürger und nannte sich Otto John Hershel. Nach dem Tod ihres Mannes kehrte Klara Herschel wieder in die Niederlande zurück.